# Salom
Salom – miasto w Wenezueli, w stanie Yaracuy.